# دونات توپی
دونات توپی نوعی دونات است که از تکه‌های گرد کوچک خمیر تشکیل شده است. این دونات می‌تواند ساده باشد یا با پوششی مانند گلیز پوشیده شده باشد و یک دسر محبوب در ایالات متحده است. این نام از این ایده گرفته شده است که سوراخ یک دونات حلقه ای را می‌توان با یک توپ با اندازه مناسب پر کرد.

## تاریخچه
منشأهای متعددی برای ونات توپی و دونات حلقه ای وجود دارد. مفهوم تشکیل دونات با سوراخ در مرکز معمولاً به کاپیتان هانسون گرگوری نسبت داده می‌شود، که ادعا می‌کرد اولین دونات حلقه ای را مادرش در سال ۱۸۴۷ پس از بریدن مرکز دونات اختراع کرده است.
بسیاری از دستور العمل‌های اولیه خواستار این بودند که دونات به شکل یک کلوچه شکل بگیرد، یک کلوچه دایره ای با سوراخی در مرکز. همچنین گفته شده است که این اختراع به این دلیل است که دونات‌ها زمانی که سوراخی در مرکز دارند سریعتر پخته می‌شوند.

### محبوبیت
در سال ۱۹۷۳،دانکن دوناتس، این دونات را به منوی خود اضافه کرد و آنها را در طعم‌های مختلف فروخت. بنا بر گزارش‌ها، این نام از شخصیت‌های مینیاتوری «مونچکین» از فیلم جادوگر شهر اوز در سال ۱۹۳۹ نشأت می‌گیرد.[

## توضیحات
مانند دونات‌های معمولی، دونات های توپی نیز می‌توانند انواع مختلفی داشته باشند. دونات توپی می‌تواند در دسته‌بندی کیک یا نان قرار گیرد. تفاوت اصلی بین این دو در این است که دونات توپی به سبک کیک از خمیر مایه ای مانند جوش شیرین یا بکینگ پودر برای پف کردن خمیر استفاده می‌کنند، در حالی که در دونات به سبک مخمری از مخمر استفاده می‌شود.